# Ferruccio Mosetti
Ferruccio Mosetti (Trieste, 28 marzo 1929 – Trieste, 29 ottobre 1992) è stato un fisico e oceanografo italiano; si occupò prevalentemente di fisica terrestre e oceanografia.

## Biografia
Dopo la laurea in fisica nel 1951 presso l'Università di Trieste con Francesco Vercelli, che lo avvia allo studio e alla ricerca in fisica terrestre, viene subito assunto all'Osservatorio Geofisico Sperimentale di Trieste, di cui è incaricato direttore alcuni anni dopo. Nel 1960 diviene assistente incaricato di oceanografia all'Università di Bari. Conseguita la libera docenza in oceanografia nel 1962, è quindi professore incaricato di fisica terrestre a Bari fino al 1965, quando passa all'Università di Trieste. Qui, nel 1970, è ordinario alla cattedra di oceanografia, che mantiene fino alla morte, nel 1992.
Socio dell'Accademia Nazionale dei Lincei, della Pontifica Accademia delle Scienze e di altre associazioni ed istituzioni culturali, insignito nel 1989 della Medaglia d'oro ai benemeriti della scuola, della cultura e dell'arte, autore di più di 500 pubblicazioni, ha dedicato la sua vita di studioso e ricercatore alla fisica terrestre, in particolare alla oceanografia e alla meteorologia. Notevoli i suoi trattati sull'oceanografia e l'idrologia.
In suo onore, l'Università di Trieste bandisce il Premio Internazionale Ferruccio Mosetti per ricercatori che si distinguono nel campo dell'oceanografia.

## Opere principali
- Oceanografia, Del Bianco Editore, Udine, 1964.
- Le acque, UTET, Torino, 1977.
- L'acqua e la vita, La Nuova Italia Editrice, Firenze, 1978.
- La vita del mare (con V. Mosetti), La Nuova Italia Editrice, Firenze, 1978.
- Il volto degli oceani. Introduzione alla oceanologia, Biblioteca EST, A. Mondadori Editore, Milano, 1978.
- Fondamenti di oceanologia e idrologia, UTET, Torino, 1979.
- Oceano, clima e vita (con P. Mosetti Albrecht), Calderini Editore, Bologna, 1994.